# Seznam italijanskih šahovskih velemojstrov
Seznam italijanskih šahovskih velemojstrov.

## B
- Paolo Boi
- Sabino Brunello

## C
- Fabiano Caruana

## E
- Igor Efimov

## G
- Michele Godena

## M
- Sergio Mariotti

## O
- Lexy Ortega

## Z
- Olga Zimina
- Alexander Zločevskij